# Iqtâ
Le système de l'iqtâ (en arabe :  إقطاع), institué dans l’empire musulman à partir du IXe siècle, est une concession du kharâdj (impôt foncier) d’un district, à des officiers du calife, à charge pour eux de payer les soldes de leurs troupes. L'iqtâ porte différents noms en fonction de la région, jagir en Inde, lungguh à Mataram.